# Сарска (Долж)
Сарска (рум. Sârsca) насеље је у Румунији у округу Долж у општини Сопот. Oпштина се налази на надморској висини од 139 m.

## Становништво
Према подацима из 2002. године у насељу је живело 168 становника, од којих су сви румунске националности.